# Josip Pavić
Josip Pavić (Split, Croacia; 15 de enero de 1982) es un waterpolista croata, que juega en la posición de portero.

## Trayectoria
Ha participado en los Juegos Olímpicos de Pekín 2008, en Londres 2012, donde ganó la medalla de oro, y en Río de Janeiro 2016, donde ganó la medalla de plata. Fue designado mejor jugador del mundo de waterpolo en 2012 por la Federación Internacional de Natación. 